# Syzygium melanostictum
Syzygium melanostictum là một loài thực vật có hoa trong Họ Đào kim nương. Loài này được (Miq.) Craven & Biffin mô tả khoa học đầu tiên năm 2006.